# تشارلز د. مكاتي
تشارلز د. مكاتي (بالإنجليزية: Charles D. McAtee)‏ هو ضابط ومحامي أمريكي، ولد في 28 أغسطس 1928 في ماهاسكا في الولايات المتحدة، وتوفي في 28 أبريل 2005 في توبيكا في الولايات المتحدة.